# Keizerstraat (Scheveningen)

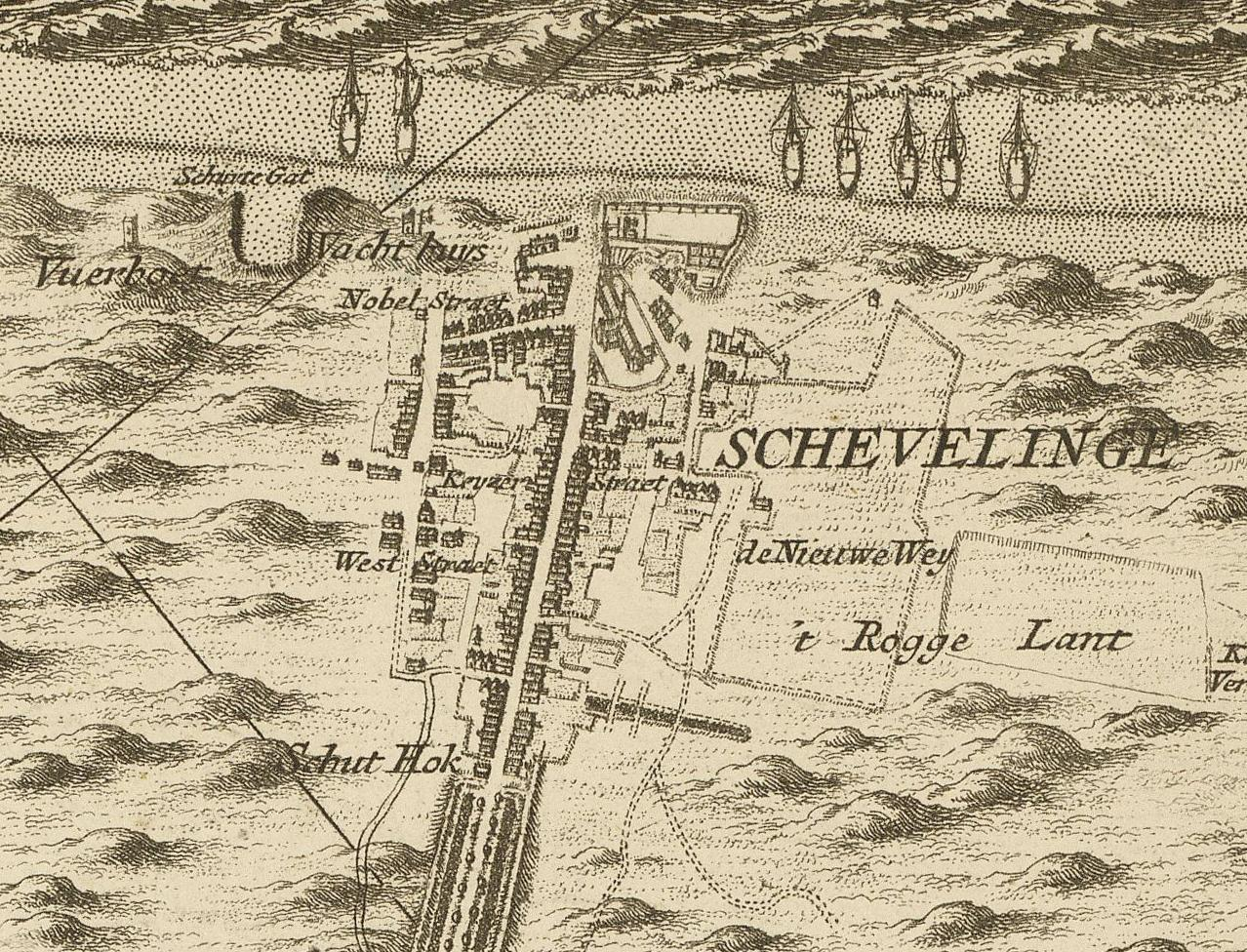
Een kaart van Scheveningen uit 1712. De Keizerstraat is de lange straat in het midden.

De Keizerstraat is een van de oudste en de belangrijkste straten van de badplaats Scheveningen (Den Haag). De winkelstraat ligt in de wijk Scheveningen-Dorp.

## Beschrijving
De Keizerstraat is de hoofdstraat van Scheveningen-Dorp. De straat kent zo'n honderd winkels. Het straatbeeld wordt bepaald door de vele, kleine zelfstandig ondernemers die hier zijn gevestigd, aangevuld met de bekende winkelketens. De winkeliersvereniging van De Keizerstraat is zeer actief en organiseert diverse evenementen. Jaarlijks wordt op 31 oktober Halloween gevierd. In 2015 trok het 'griezel-feest' meer dan 15.000 bezoekers uit alle hoeken van het land. Dit maakt Halloween in De Keizerstraat het grootste openbare Halloween evenement van Nederland.
Scheveningen is ook bekend van Vlaggetjesdag. Tijdens deze traditionele feestdag wordt jaarlijks een grote braderie gehouden in de Keizerstraat en de haven.
De Keizerstraat is in 2006 gerenoveerd met onder andere nieuwe (natuur)stenen klinkers. Ook is de straat sindsdien autovrij (vanaf de Scheveningse Boulevard tot de Kolenwagenslag).
Tijdens de herinrichting van de Scheveningse Boulevard (2009-2013) stond het beeld 'Het Scheveningse vissersvrouwtje' tijdelijk niet op de boulevard, uitkijkend op zee, maar op het plein voor de Oude Kerk in de Keizerstraat. Het beeld stelt een vrouw voor die wacht op haar man die zijn leven heeft gegeven op zee. Inmiddels staat het beeld weer op zijn oude plaats en kijkt weer uit over de zee.

## Belangrijke bezienswaardigheden
- De Oude Kerk
- De Scheveningse vissersvrouw van Gerard Bakker

## Bloedpoort
De Bloedpoort was een steegje in de Keizerstraat. Er leefden vooral arme vissersgezinnen. Veel mensen denken dat het steegje de naam heeft gekregen door een moord die er werd gepleegd, maar dat is niet waar. Het kwam namelijk door de slagerij/slachthuis die op de hoek van de Bloedpoort en de Keizerstraat zat. De huizen in de Bloedpoort zijn gesloopt, nadat ze onbewoonbaar waren verklaard. Tegenwoordig leven er nog steeds een paar mensen die in deze poort hebben gewoond.

## Openbaar vervoer
Aan het einde van de straat is een tram- en bushalte (halte" Keizerstraat"), waar Bus 22 en Trams 1 en 10 van de HTM stoppen. De halte zelf ligt niet in de Keizerstraat maar aan de Jurriaan Kokstraat.

## Varia
- De naam Keizerstraat kwam voor het eerst voor in een transportregister uit 1561.
- Het staat niet vast, naar wie de Keizerstraat genoemd is. In aanmerking komen Keizer Maximiliaan I (1459-1519) en Keizer Karel V, beiden keizers van het Heilige Roomse Rijk en daarmee van Nederland.
- Koning Willem I kwam aan op het strand van Scheveningen. Daarna verbleef hij op Keizerstraat 58.
- De nummering van de Keizerstraat begint aan de zeezijde.
- In en rondom de Keizerstaat zijn diverse muurschilderingen te vinden (onder andere Jan Kistenstraat en Molenijserstraat)

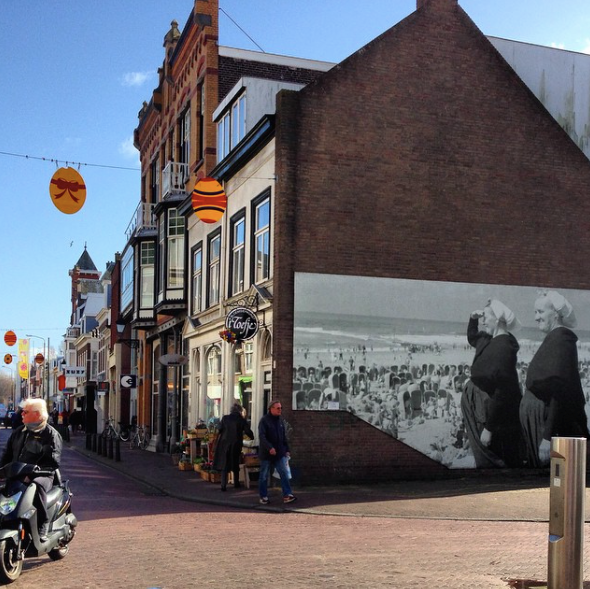
Muurfoto Kolenwagenslag